# Глобус, Джозеф Хаим
Глобус Джозеф Хаим (25 ноября 1885, Витебск — 19 ноября 1952, Нью-Йорк) — американский врач, невролог и невропатолог.
Родился в семье галантерейщика Хаима Иоселевича Глобуса и Шифры Гоз. В 1905 эмигрировал в США. Окончил Колумбийский колледж в 1915 году, получил степень доктора медицины в Корнельском университете в 1917 году. Благодаря стипендии Блюменталя он на два года уехал в Гамбург, где изучал невропатологию у Альфонса Якоба. Аспирант Института Кайзера Вильгельма по исследованию мозга. После возвращения в Соединенные Штаты в 1922 году ему было поручено организовать лабораторию невропатологии в больнице Маунт-Синай в Нью-Йорке.
Член Американского невропатологического общества , Нью-Йоркского неврологического общества, Неврологического общества округа Нью-Йорк .
Редактировал журналы «Журнал невропатологии и экспериментальной неврологии» и «Журнал больницы на горе Синай» .
Вместе с Исраэлем Штраусом он описал тип опухоли головного мозга, спонгиобластому .
В 1960 году вместе с Джорджем Хассином он был посмертно награжден премией Американской ассоциации невропатологов .